# Rubi do Príncipe Negro

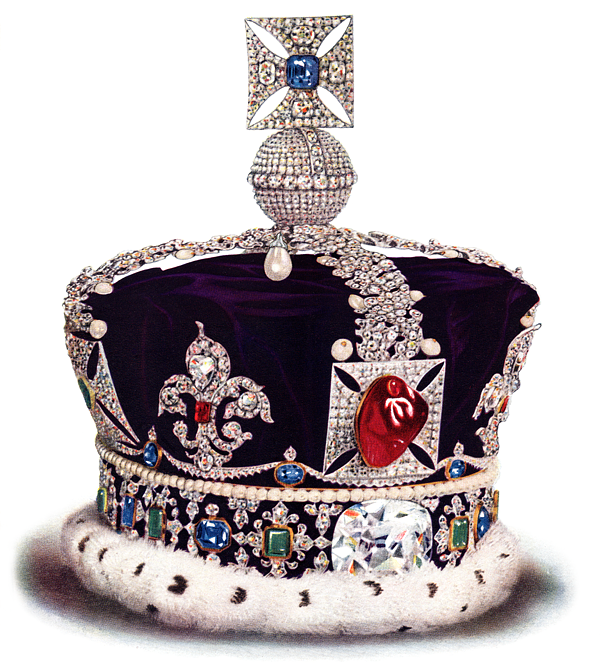
A pedra preciosa na frente da Coroa Imperial de Estado.

O Rubi do Príncipe Negro (em inglês: Black Prince's Ruby) é um grande e irregular espinélio cabochão vermelho pesando 170 quilates (34 g) engastado na cruz patada acima do diamante Cullinan II na frente da Coroa Imperial de Estado do Reino Unido. O espinélio é uma das partes mais antigas das joias da coroa do Reino Unido, com uma história que remonta a meados do século XIV. Ele está na posse dos governantes da Inglaterra desde que foi dado em 1367 ao seu homônimo, Eduardo de Woodstock (o "Príncipe Negro"). Acredita-se que a pedra tenha se originado das minas de Badakhshan no atual Afeganistão e Tadjiquistão, a principal fonte de grandes gemas de espinelas na Idade Média. 

## Espinela
Todas as gemas vermelhas costumavam ser chamadas de rubis ou "balas rubis". Não foi até 1783 que as espinélias foram quimicamente diferenciados dos rubis. Ambos têm alumínio, oxigênio e um pouco de cromo, mas as espinélias também têm magnésio, que falta nos rubis. 

## História

### Don Pedro de Sevilha
O Rubi do Príncipe Negro remonta a meados do século XIV como propriedade de Abū Sa'īd, o príncipe árabe muçulmano do Emirado de Granada. Naquela época, o domínio de Castela estava sendo centralizado em Sevilha e o emirado mouro de Granada estava sendo sistematicamente atacado e revertido ao domínio castelhano como parte da reconquista cristã da Península Ibérica. Abū Sa'īd em particular foi confrontado pela beligerância da nascente Castela sob o governo de Pedro de Castela, também conhecido na história como Don Pedro, o Cruel, ou Don Pedro, o Justo. Segundo relatos históricos, Abū Sa'īd desejava se render a Don Pedro, mas as condições que ele ofereceu não eram claras. O que está claro é que Don Pedro gostou de sua vinda para Sevilha. Está registrado que ele desejava muito a riqueza de Abū Sa'īd. Quando Abū Sa'īd se encontrou com Don Pedro, o rei mandou matar os servos de Abū Sa'īd e pode ter esfaqueado pessoalmente Sa'īd até a morte. Quando o cadáver de Sa'īd foi revistado, o espinélio foi encontrado e adicionado aos pertences de Don Pedro.
Em 1366, o irmão ilegítimo de Don Pedro, Henrique de Trastámara, liderou uma revolta contra Don Pedro. Sem poder para reprimir a revolta sem ajuda, D. Pedro aliou-se ao Príncipe Negro, filho de Eduardo III da Inglaterra. A revolta foi reprimida com sucesso e o Príncipe Negro exigiu o rubi em troca dos serviços que havia prestado. Mais tarde, ele voltou para a Inglaterra com as duas filhas do rei D. Pedro, Dona Constança de Castela e Dona Isabel de Castela, e eles foram contraídos em casamento com os irmãos do Príncipe. Supõe-se que o Príncipe Negro tenha levado o Rubi de volta para a Inglaterra naquela época, embora desapareça dos registros históricos até 1415.

### Um adorno de Guerra
Durante sua campanha na França, Henrique V da Inglaterra usou um capacete incrustado de pedras preciosas que incluía o Rubi do Príncipe Negro. Na Batalha de Agincourt em 25 de outubro de 1415, o duque francês de Alençon atingiu Henrique na cabeça com um machado de batalha, e Henrique quase perdeu o capacete e a vida. A batalha foi vencida pelas forças de Henrique e o Rubi do Príncipe Negro foi salvo. Supõe-se que Ricardo III tenha usado a pedra preciosa em seu capacete na Batalha de Bosworth em 1485, na qual foi morto.

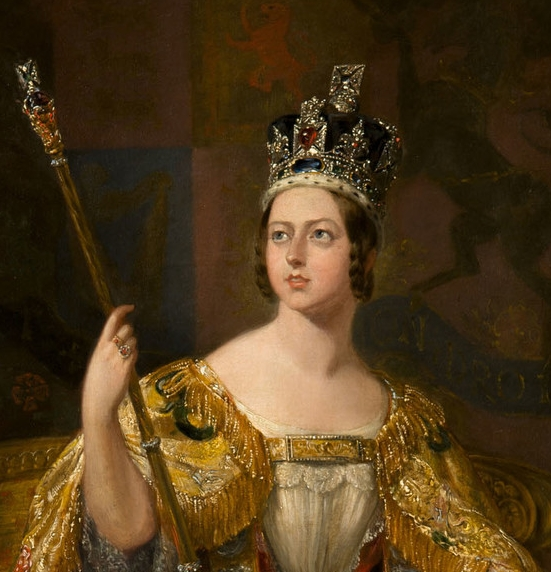
Detalhe do Retrato da Coroação da Rainha Vitória, mostrando o Rubi do Príncipe Negro na coroa

### Joia da Coroa Britânica
O inventário de Henrique VIII de 1521 menciona "um grande rubi balas" colocado na Coroa Tudor, considerado o rubi do Príncipe Negro. Permaneceu lá até a época de Oliver Cromwell no século XVII. Com exceção da Trono de Santo Eduardo e vários outros itens, Cromwell mandou desmontar e vender os principais símbolos do poder do rei – as joias da coroa – e o ouro foi derretido e transformado em moedas. O que aconteceu com o Rubi do Príncipe Negro, então avaliado em £ 4 (equivalente a £ 567 em 2021), durante a Comunidade da Inglaterra não está claro, mas voltou à posse de Carlos II quando a monarquia foi restaurada em 1660. Na coroação da Rainha Vitória em 1838, ela foi coroada com uma nova Coroa Imperial de Estado feita para ela por Rundell e Bridge, com 3.093 pedras preciosas, incluindo o espinélio na frente. A Rainha pode ser vista claramente usando a joia da Coroa Imperial de Estado em seu retrato oficial de coroação feito por Sir George Hayter. Isso foi refeito em 1937 na coroa atual, mais leve. Uma plaqueta no verso da pedra preciosa comemora a história da coroa.